# Lunga Marcia 4B
Il Lunga Marcia 4B (in cinese: 长征四号乙S, Chángzhēng sìhào yǐP) è un lanciatore spaziale cinese a 3 stadi. È utilizzato prevalentemente per lanciare satelliti in orbita terrestre bassa e orbita eliosincrona.

## Lanci
A Settembre 2020 il lanciatore ha effettuato 37 lanci, di cui uno concluso con un fallimento. I lanci vengono effettuati sia dal centro spaziale di Jiuquan che da quello di Taiyuan.
| №  | Data              | Carico                                                                                  | Sito di lancio | Orbita | Esito      |
| -- | ----------------- | --------------------------------------------------------------------------------------- | -------------- | ------ | ---------- |
| 1  | 10 maggio 1999    | Fengyun 1C Shijian 5                                                                    | Taiyuan        | SSO    | Successo   |
| 2  | 14 ottobre 1999   | CBERS-1 SACI-1                                                                          | Taiyuan        | SSO    | Successo   |
| 3  | 1º settembre 2000 | Ziyuan II-01                                                                            | Taiyuan        | SSO    | Successo   |
| 4  | 15 maggio 2002    | Fengyun 1D HaiYang-1A                                                                   | Taiyuan        | SSO    | Successo   |
| 5  | 27 ottobre 2002   | Ziyuan II-02                                                                            | Taiyuan        | SSO    | Successo   |
| 6  | 21 ottobre 2003   | CBERS-2 Chuangxin 1-01                                                                  | Taiyuan        | SSO    | Successo   |
| 7  | 8 settembre 2004  | Shijian 6A Shijian 6B                                                                   | Taiyuan        | SSO    | Successo   |
| 8  | 6 novembre 2004   | Ziyuan II-03                                                                            | Taiyuan        | SSO    | Successo   |
| 9  | 23 ottobre 2006   | Shijian 6C Shijian 6D                                                                   | Taiyuan        | SSO    | Successo   |
| 10 | 19 settembre 2007 | CBERS-2B                                                                                | Taiyuan        | SSO    | Successo   |
| 11 | 25 ottobre 2008   | Shijian 6E Shijian 6F                                                                   | Taiyuan        | SSO    | Successo   |
| 12 | 15 dicembre 2008  | Yaogan 5                                                                                | Taiyuan        | SSO    | Successo   |
| 13 | 6 ottobre 2010    | Shijian 6G Shijian 6H                                                                   | Taiyuan        | SSO    | Successo   |
| 14 | 15 agosto 2011    | HaiYang-2A                                                                              | Taiyuan        | SSO    | Successo   |
| 15 | 9 novembre 2011   | Yaogan 12 Tianxun 1                                                                     | Taiyuan        | SSO    | Successo   |
| 16 | 22 dicembre 2011  | Ziyuan I-02C                                                                            | Taiyuan        | SSO    | Successo   |
| 17 | 9 gennaio 2012    | Ziyuan III-01 VesselSat-2                                                               | Taiyuan        | SSO    | Successo   |
| 18 | 10 maggio 2012    | Yaogan 14 Tiantuo 1                                                                     | Taiyuan        | SSO    | Successo   |
| 19 | 25 ottobre 2013   | Shijian 16-01                                                                           | Jiuquan        | LEO    | Successo   |
| 20 | 9 dicembre 2013   | CBERS-3                                                                                 | Taiyuan        | SSO    | Fallimento |
| 21 | 19 agosto 2014    | Gaofen 2 Heweliusz                                                                      | Taiyuan        | SSO    | Successo   |
| 22 | 8 settembre 2014  | Yaogan 21 Tiantuo 2                                                                     | Taiyuan        | SSO    | Successo   |
| 23 | 7 dicembre 2014   | CBERS-4                                                                                 | Taiyuan        | SSO    | Successo   |
| 24 | 27 dicembre 2014  | Yaogan 26                                                                               | Taiyuan        | SSO    | Successo   |
| 25 | 26 giugno 2015    | Gaofen 8                                                                                | Taiyuan        | SSO    | Successo   |
| 26 | 8 novembre 2015   | Yaogan 28                                                                               | Taiyuan        | SSO    | Successo   |
| 27 | 30 maggio 2016    | Ziyuan III-02 ÑuSat 1 ÑuSat 2                                                           | Taiyuan        | SSO    | Successo   |
| 28 | 29 giugno 2016    | Shijian 16-02                                                                           | Jiuquan        | LEO    | Successo   |
| 29 | 15 giugno 2017    | HXMT ÑuSat 3 Zhuhai-1                                                                   | Jiuquan        | SSO    | Successo   |
| 30 | 31 luglio 2018    | Gaofen 11                                                                               | Taiyuan        | SSO    | Successo   |
| 31 | 24 ottobre 2018   | HaiYang-2B                                                                              | Taiyuan        | SSO    | Successo   |
| 32 | 29 Aprile 2019    | Tianhui 2-01A Tianhui 2-01B                                                             | Taiyuan        | SSO    | Successo   |
| 33 | 12 Settembre 2019 | Ziyuan 2-D BNU-1 Taurus-1                                                               | Taiyuan        | SSO    | Successo   |
| 34 | 3 Novembre 2019   | Gaofen-7                                                                                | Taiyuan        | SSO    | Successo   |
| 35 | 20 Dicembre 2019  | CBERS-4A ETRSS-1 Tianqin-1 Yuheng Shuntian Tianyan 01 Tianyan 02 FloripaSat 1 Weilan-1R | Taiyuan        | SSO    | Successo   |
| 36 | 3 Luglio 2020     | Gaofen Duomo BY 2                                                                       | Taiyuan        | SSO    | Successo   |
| 37 | 25 Luglio 2020    | ZY-3 03 Tianqi 10 Longxia yan 1                                                         | Taiyuan        | SSO    | Successo   |
| 38 | 7 Settembre 2020  | Gaofen-11 02                                                                            | Taiyuan        | SSO    | Successo   |

### Lancio del CBERS-3
Durante il lancio del satellite sino-brasiliano CBERS-3 il 9 dicembre 2013, il terzo stadio si è spento 11 secondi in anticipo per la presenza di detriti nel sistema di iniezione del carburante; di conseguenza, il satellite non è riuscito a raggiungere l'orbita corretta ma si è posizionato in una traiettoria suborbitale che l'ha portato a ricadere nell'atmosfera circa mezz'ora dopo, precipitando probabilmente in Antartide o nell'oceano circostante.